# Voy a entregar mi corazón
Voy a Entregar Mi Corazón es el segundo álbum de estudio lanzado por el cantante argentino de música cristiana Pablo Olivares. El disco fue producido en Estados Unidos por Arturo Allen. En iTunes fue publicado en 2007.

## Lista de canciones
| N.º | Título                              | Duración |  |
| 1.  | «Gritale al enemigo»                | 3:17     |  |
| 2.  | «Guerrero de tu cruz»               | 4:22     |  |
| 3.  | «Deshumanidad»                      | 4:16     |  |
| 4.  | «Voy a entregar mi corazón»         | 3:55     |  |
| 5.  | «En la cornisa»                     | 4:39     |  |
| 6.  | «A mi ángel»                        | 3:26     |  |
| 7.  | «Vas a volver»                      | 3:35     |  |
| 8.  | «Te acompañaré»                     | 4:02     |  |
| 9.  | «Conozco un pibe»                   | 3:48     |  |
| 10. | «Soledad»                           | 3:43     |  |
| 11. | «Buenos Aires»                      | 4:31     |  |
| 12. | «Voy a entregar mi corazón (pista)» | 3:59     |  |
| 13. | «Yo quiero amarte más (pista)»      | 5:09     |  |

## Premios y nominaciones
El disco Voy a entregar mi corazón fue depositario de las miradas de periodistas y críticos musicales, al punto tal de ser nominado a las principales premiaciones que existen en el mercado musical cristiano: Latin Grammy, Premios Arpa, Premios G de Dante Gebel y Premios Gospel de Paraguay, siendo galardonado estas dos últimas, en 2007.
| Año  | Premio                   | Categoría                             | Trabajo nominado          | Estado   |
| ---- | ------------------------ | ------------------------------------- | ------------------------- | -------- |
| 2007 | Latin Grammy             | Mejor Álbum Cristiano (En Español)    | Voy a Entregar Mi Corazón | Nominado |
| 2007 | Premios Arpa             | Mejor Álbum Pop/Rock/Rock Duro/Fusión | Voy a Entregar Mi Corazón | Nominado |
| 2007 | Premios G de Dante Gebel | Mejor Álbum de Rock Cristiano         | Voy a Entregar Mi Corazón | Ganador  |
| 2008 | Premios Gospel Paraguay  | Mejor CD de Rock del Año              | Voy a Entregar Mi Corazón | Ganador  |